# New Clark City Atletiekstadion
Het New Clark City Atletiekstadion is een multifunctioneel stadion in New Clark City, een stad in de Filipijnen. 

## Bouw en ontwerp
Het stadion maakt deel uit van een groter sportcentrum waarvan de bouw begon op 25 april 2018. De bouw van het stadion kostte ongeveer 4 miljard Filipijnse Peso. Hoewel de bouw in juli 2019 nog niet helemaal klaar was kon het stadion in die tijd toch al gebruikt worden door sporters. Pas in oktober van dat jaar werd de bouw voltooid.
Het bedrijf Budji + Royal Architecture + Design heeft stadion ontworpen. Hierbij hebben zij zich laten inspireren door de vulkaan Pinatubo, dat in de buurt van het stadion ligt. Ook hebben ze letterlijk gebruik gemaakt van deze vulkaan door Lahar te gebruiken in het beton.

## Gebruik
Het stadion werd in december 2019 gebruikt op het eerste grote internationale toernooi, namelijk de Zuidoost-Aziatische Spelen. In dit stadion werden er atletiekwedstrijden gespeeld. Het stadion wordt vooral voor atletiek- en voetbalwedstrijden gebruikt. De voetbalclub United City FC maakt er gebruikt van sinds 2021. Op 25 maart 2025 werd de eerste voetbalinterland gespeeld, tussen de Filipijnen en Malediven.

### Voetbalinterlands
| Voetbalinterlands | Voetbalinterlands | Voetbalinterlands      | Voetbalinterlands | Voetbalinterlands | Voetbalinterlands |
| №                 | Datum             | Wedstrijd              | Uitslag           | Competitie        | Toeschouwers      |
| ----------------- | ----------------- | ---------------------- | ----------------- | ----------------- | ----------------- |
| 1                 | 25 maart 2025     | Filipijnen – Malediven | 4–1               | Azië Cup 2027     | 3.334             |